# Adolf Weinmüller
Adolf Weinmüller (geboren am 5. Mai 1886 in Faistenhaar; gestorben am 25. März 1958) war ein deutscher Kunsthändler in der Zeit des Nationalsozialismus sowie in der Bundesrepublik Deutschland.

## Leben
Weinmüller begann 1905 eine Ausbildung als Forstaspirant beim Staatlichen Forstdienst Bad Reichenhall. Während des Ersten Weltkriegs war er als Soldat an der Westfront eingesetzt, danach arbeitete er wieder als Forstbeamter, schied aber 1921 aus und machte sich in der Max-Joseph-Straße in München als Kunsthändler selbständig. Über seine Geschäftstätigkeit in den 1920er Jahren ist wenig bekannt. Im Jahr 1931 trat er der NSDAP (Mitgliedsnummer 626.358) bei.

### Zeit der Machtübergabe
Weinmüller ließ sich nach der Machtübergabe an die Nationalsozialisten 1933 von der Reichsleitung der NSDAP beauftragen, die Gleichschaltung des „Verbandes des deutschen Kunst- und Antiquitätenhandels“ durchzuführen, und sorgte für die Auflösung aller anderen Kunsthändlervereinigungen. Er selbst wurde Vorsitzender des „Bundes der deutschen Kunst- und Antiquitätenhändler“, der fortan als Fachschaft in der Reichskammer der bildenden Künste geführt werden sollte. Weinmüller propagierte im Juni 1934 in der Zeitschrift Weltkunst den Kunsthandel im Neuen Staate. 1935 wurden die Kunsthändler unmittelbare Mitglieder der Reichskammer und somit Weinmüllers Verband aufgelöst. Auf den Judenboykott 1933, der jüdische Kunsthändler in ihrer Tätigkeit massiv behinderte, folgten die in der Verordnung vom November 1933 zum Reichskulturkammergesetz vorgesehene Zuverlässigkeitsprüfung und 1934 das unter Weinmüllers Zutun zustande gekommene Gesetz über das Versteigerergewerbe. Dadurch konnten nun die Juden aus diesem Wirtschaftszweig komplett verdrängt werden, was allerdings in der „Kunststadt München“ dazu führte, dass dadurch die Waren der zu liquidierenden Kleinbetriebe alle gleichzeitig auf den Markt zu gelangen drohten.

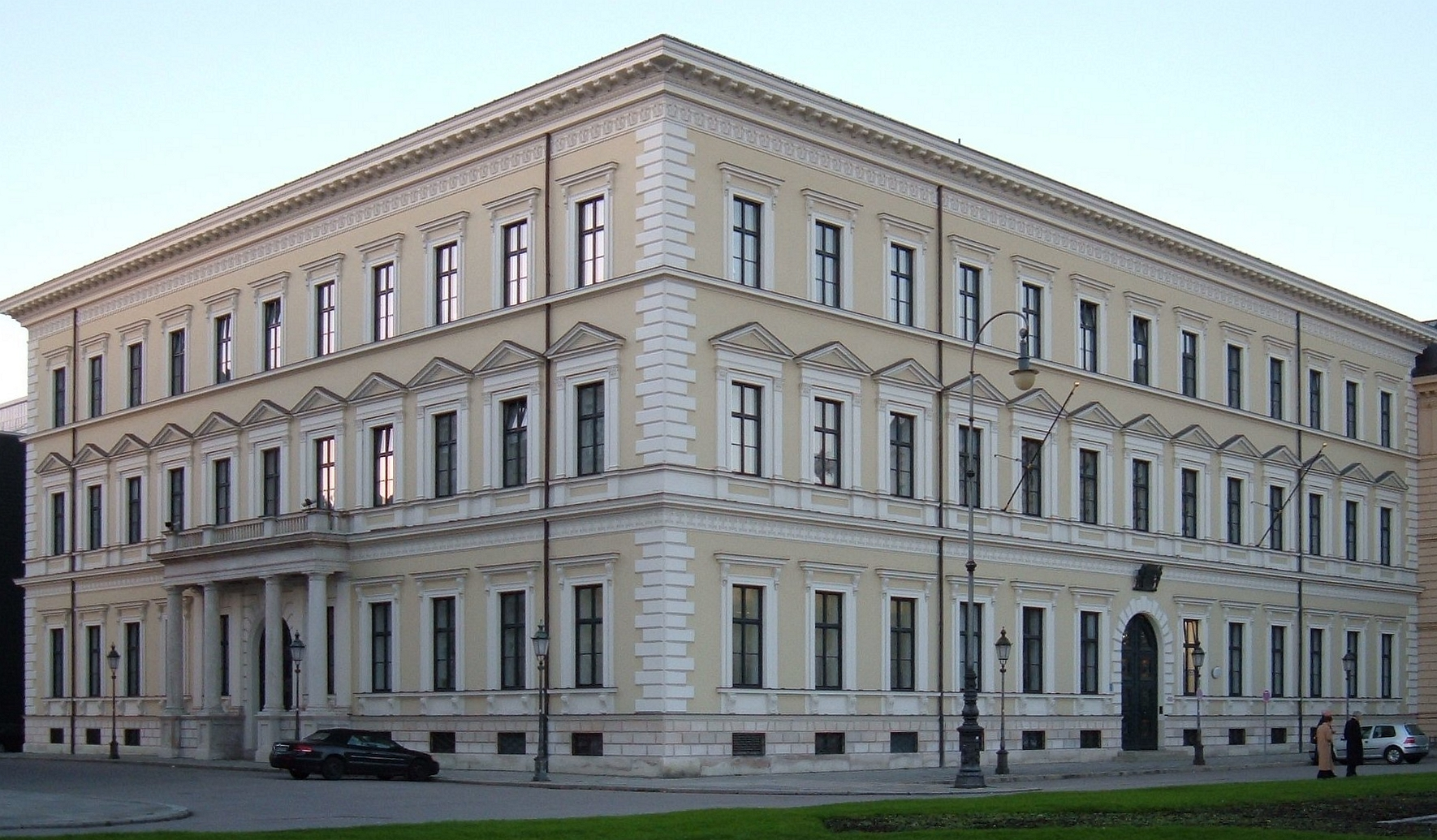
Leuchtenberg-Palais (1967 neu errichtet)

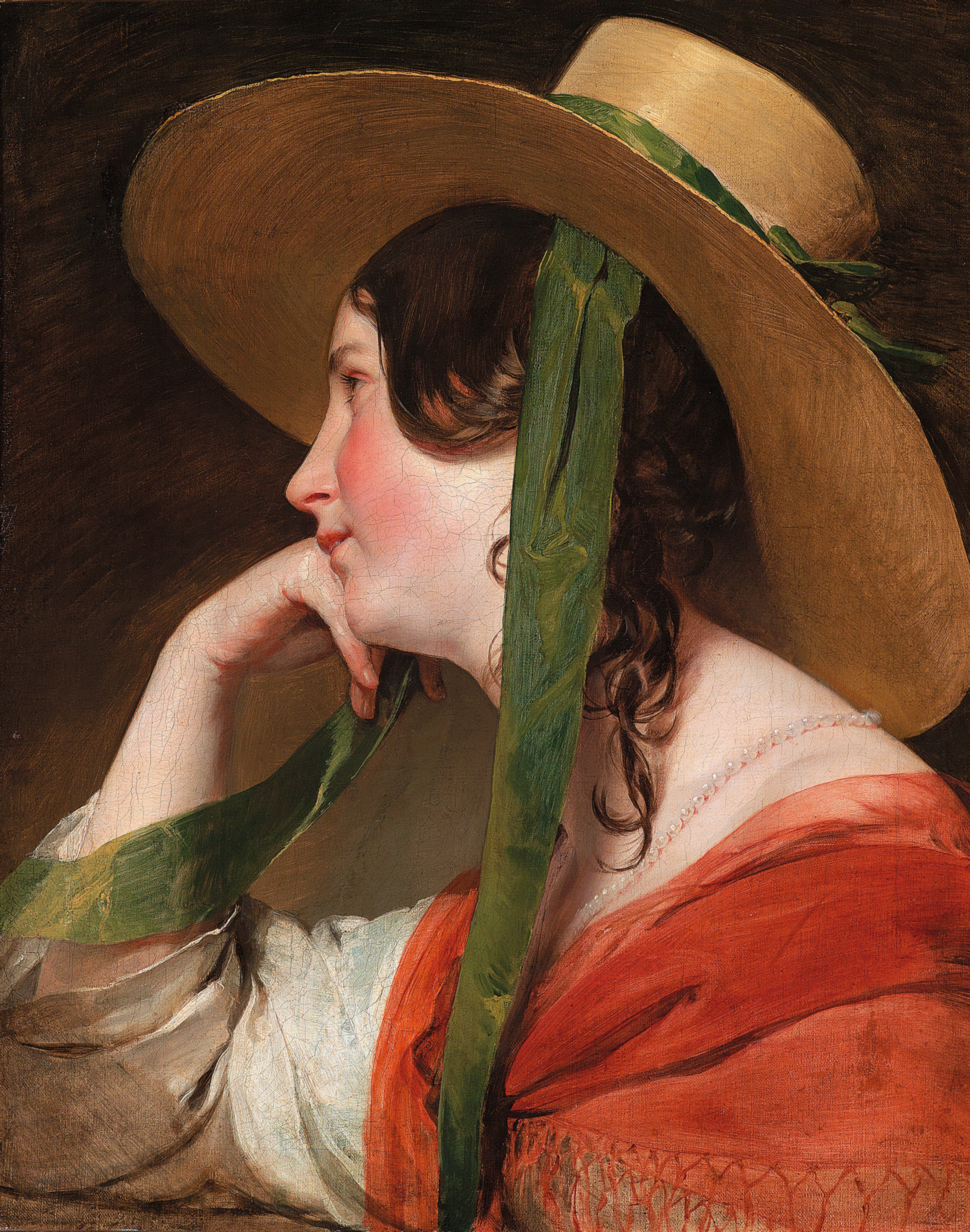
Friedrich von Amerling: Mädchen mit Strohhut (1835).
Das Bild aus dem Besitz von Ernst Gotthilf wurde 1939 bei Weinmüller in Wien zwangsversteigert

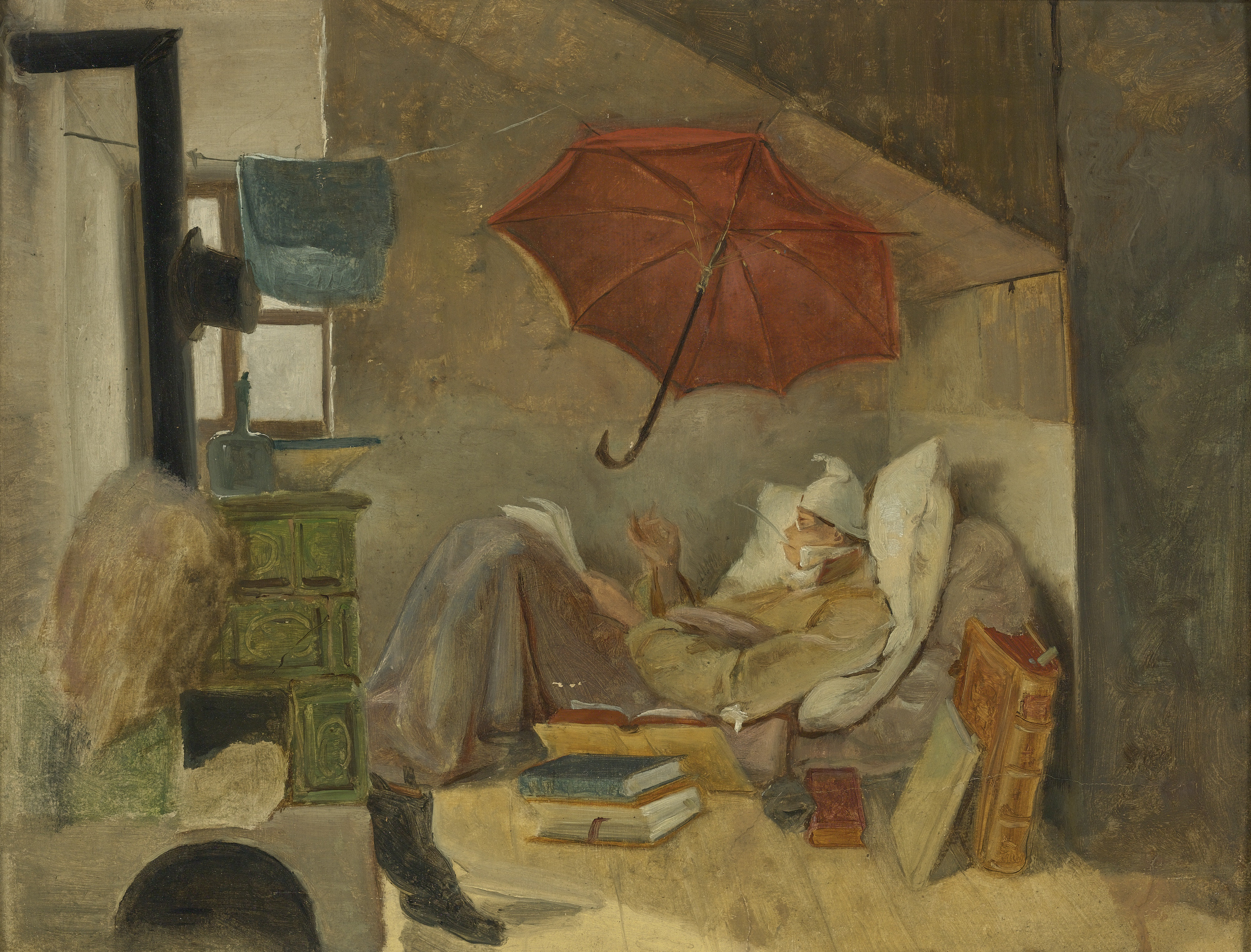
Carl Spitzweg: Der arme Poet (Entwurf).
Das Bild aus dem Besitz von Michael Berolzheimer wurde 1938 bei Weinmüller in München zwangsversteigert

Die großen Kunsthandlungen hingegen stellten „arische“ Geschäftsführer ein, um den Betrieb weiterführen zu können, aber schon 1936 musste der als jüdisch denunzierte und durch die Nürnberger Gesetze ausgegrenzte Kunsthändler Hugo Helbing die Tätigkeit seines Auktionshauses drastisch einschränken. Das Haus hatte in der Zeit vor 1933 jährlich bis zu dreißig Versteigerungen durchgeführt, hatte aber aufgrund des Versteigerergesetzes schon 1935 nur noch zwei Kunstversteigerungen von einem „arischen“ Prokuristen durchführen lassen können. Weinmüller übernahm den Markt und beeinflusste die Abwicklung der Galerie Helbing in seinem Sinne.

### Zweiter Weltkrieg
Um seine Monopolstellung durchzusetzen, bekämpfte Weinmüller aber auch die „arische“ Konkurrenz. Seine Beteiligung an dem Kunstraub war weniger ideologisch motiviert, sondern vorrangig profitorientiert, weshalb Weinmüller auch die Devisenstelle hinterging, um sich im Einzelfall von einem jüdischen Emigranten bestechen zu lassen. Zu den Widersprüchen seiner Situation gehörte, dass er die Kunsthistorikerin und „Halbjüdin“ Hanne Trautwein (1915–2010) in seinem Münchener Unternehmen von 1941 bis 1944 beschäftigte.
Zusätzlich zu seinem Doppelgeschäft als Kunsthändler und Auktionator führte Weinmüller in seinen Räumen auch Ausstellungen mit Kunstmalern durch, die der NS-Bewegung besonders verbunden waren, u. a. zu Lothar Bechstein und Hans Flüggen (1875–1942).
Das in München nunmehr konkurrenzlose „Münchener Kunstversteigerungshaus Adolf Weinmüller“ eröffnete 1936 in umgebauten, angemieteten Räumen des Palais Leuchtenberg mit einer Gedächtnisausstellung zu August Seidel (1820–1904). Nach dem Anschluss Österreichs 1938 gründete er ein zweites Auktionshaus in Wien und arisierte den Betrieb der jüdischen Kunsthändlerfamilie Kende.
Mit Hans Posse, Ernst Heinrich Zimmermann (1886–1971) und Johannes Graf von Waldburg gehörte Weinmüller einer Kommission an, die im Juni 1941 im Gestapo-Hauptquartier von Prag Kulturgüter besichtigte, die von den Nationalsozialisten bei Juden und politisch missliebigen Tschechen geraubt worden waren. Der weniger bedeutende Teil davon wurde im Wiener Dorotheum und bei Weinmüller in München versteigert.
Zu seinem Kundenkreis gehörte Martin Bormann, der für die Ausstattung des Obersalzbergs, des Braunen Hauses und des Deutschen Schlosses in Posen sorgte, oder Händler wie die Galeristin Maria Almas-Dietrich, die gezielt Werke an Hitlers Sonderauftrag Linz vermittelte. Im Zweiten Weltkrieg musste Weinmüller im Mai 1943 das kriegszerstörte Leuchtenberg-Palais verlassen und lagerte einen Teil seiner Waren in requirierten Räumen beim Kunstmaler Adolf Schinnerer in Haimhausen ein. Weiterhin befanden sich Kunstgegenstände in den Klöstern Kloster Maria Eck, Kloster Dietramszell, Kloster Ettal, im Pfarrhaus Marquartstein, in Fischbachau sowie in Privatwohnungen. In Wien führt er die letzte Versteigerung im Dezember 1944 durch.

### Nachkriegszeit
Bei Kriegsende hielt sich Weinmüller an seinem Zweitwohnsitz in Tegernsee auf. In Österreich wurde er als „Arisierer“ steckbrieflich gesucht. Obwohl Weinmüller von Karl Haberstock 1946 als Alter Kämpfer bezeichnet wurde, wurde er im Münchener Entnazifizierungsverfahren im Juni 1948 lediglich als Mitläufer eingestuft. Persilscheine erhielt er u. a. von Eberhard von Cranach-Sichart, Friedrich Heinrich Zinckgraf (dem Arisierer der Galerie Heinemann), und Hans Koch (mit Weinmüller Arisierungsgewinner im Antiquariat Jacques Rosenthal). Das österreichische Ermittlungsverfahren gegen ihn wurde 1955 eingestellt.
Obwohl die Aufklärung des Falls Weinmüller von den amerikanischen Kunstschutzoffizieren Edgar Breitenbach und Stefan P. Munsing vom Central Collecting Point (CCP) als dringlich angesehen wurde, konnten beide die Wiederanmeldung des Auktionshauses Weinmüller am 16. Februar 1949, zunächst in Räumen des Hotels Bayerischer Hof, nicht verhindern. Seine Kunstlager konnte er zum größten Teil vom CCP zurückfordern, da er in der Regel angeben konnte, die Waren nach deutschem bürgerlichen Recht erworben zu haben. Bis zu seinem Tod 1958 führte Weinmüller noch 35 Versteigerungen in seinen Räumen im Almeida-Palais in der Brienner Straße durch.
Im Juli 1958 übernahm Rudolf Neumeister das Versteigerungshaus des verstorbenen Auktionators und führte es noch bis 1978 unter dem in der Kundschaft gut eingeführten Namen, später als Neumeister Münchener Kunstauktionshaus. Die Inhaberin der Firma Neumeister seit 2008, Katrin Stoll, stellte die noch vorhandenen Geschäftsunterlagen Weinmüllers der Provenienzforschung und den Restitutionsbemühungen zur Verfügung und ließ sie von Meike Hopp aufarbeiten. Im Jahr 2013 fanden sich in den Räumen alle Münchener Versteigerungskataloge aus den Jahren 1936 bis 1945, darunter die Handexemplare des Auktionators und Unterlagen für die Finanzbehörden, dazu noch elf Kataloge der Wiener Filiale. Die Kataloge enthalten Informationen über Einlieferer und zum Teil auch über die Käufer. Weinmüller hatte immer behauptet, diese Unterlagen seien durch Kriegseinwirkungen vernichtet worden. Die Unterlagen wurden 2014 digitalisiert und stehen der Provenienzforschung und gegebenenfalls der Restitution zur Verfügung.
2014 wurde im Fernsehsender arte die Produktion Unter dem Hammer der Nazis. Die geheimen Akten des Adolf W. gezeigt.

## Schriften
- Versteigerungskataloge aus der Zeit 1936 bis 1958.